# غورال (جنس)
النِّمْرُود أو الغُورَال (الاسم العلمي: Naemorhedus) جنس من أربعة أنواع من الثدييات مظهرها بين الماعز والظبي.

## اقرأ كذلك
- قائمة مزدوجات الأصابع حسب العدد
- غورال أحمر